# 湖南湘涛足球俱乐部2019赛季
2019赛季的湖南湘涛队是中国足球乙级联赛的成员。2019赛季湖南湘涛队主要参加中乙联赛和中国足协杯两大赛事。

## 赛季介绍
由于2018赛季湘涛未能跻身中乙淘汰赛阶段，加之国家打击传销组织的影响，俱乐部主要赞助商湖南华莱撤资，球员迟迟没有开展冬训，甚至一度传出“湖南湘涛即将解散”的消息。2月15日，湖南红辣椒球迷协会通过微信公众号发布《湖南红辣椒球迷协会致湖南省体育局、湖南省足协、湖南湘涛足球俱乐部的公开信》，呼吁社会各界保全湖南湘涛这一湖南职业足球的唯一血脉。球迷的呼吁使得事态有了转机，湘涛俱乐部决议继续运营。3月2日，湘涛官宣唐京担任主教练。由于之前遭遇的运营困难，湘涛流失了大量主力球员，也没有资金和时间考察、引进新球员，湘涛只能从梯队抽调11名年轻球员以补充阵容空缺，其中“80后”5人、“90后”11人、“00后”11人，湘籍球员14名。在时间仓促、缺兵少将的情况下，湘涛在3月9日开始的足协杯第一轮主场1比0击败山西信都，取得开门红。中乙联赛开始后，过于年轻的球队阵容让湘涛缺乏竞争力，直到第8轮主场对战武汉三镇的比赛才2比1赢得联赛首胜。7月10日，湘涛官宣陈硕、何亚奇、熊韬、郑聪、李璐宁等球员加盟。整个赛季，湘涛持续状态糟糕，特别是从6月15日的第15轮开始遭遇“七连败”，好在湘涛在对战广西宝韵、湖北楚风合力、南京沙叶的比赛中取得了胜利，从而避免了南区垫底直接降级的厄运。保级附加赛中，湘涛与内蒙古草上飞两回合1比1战平，最终通过点球决战胜出，惊险保级。

## 比赛

### 2019年中国足球乙级联赛南区预赛
- 3月16日 第1轮 湖南湘涛 2－4 四川优必选
- 3月23日 第2轮 湖南湘涛 0－0 成都兴城
- 4月3日 第3轮 浙江毅腾 3－0 湖南湘涛
- 4月7日 第4轮 湖南湘涛 1－2 浙江义乌商城
- 4月13日 第5轮 江西联盛 3－0 湖南湘涛
- 4月20日 第6轮 湖南湘涛 1－1 拉萨城投
- 4月27日 第7轮 深圳鹏城 3－0 湖南湘涛
- 5月4日 第8轮 湖南湘涛 2－1 武汉三镇
- 5月11日 第9轮 湖北楚风合力  2－1 湖南湘涛
- 5月15日 第10轮 湖南湘涛 0－2 福建天信
- 5月19日 第11轮 苏州东吴 1－0 湖南湘涛
- 5月26日 第12轮 湖南湘涛 1－3 昆山队
- 6月1日 第13轮 云南昆陆 1－1 湖南湘涛
- 6月8日 第14轮 湖南湘涛 2－1 广西宝韵
- 6月15日 第15轮 南京沙叶河海 1－0 湖南湘涛
- 7月21日 第16轮 四川优必选 6－0 湖南湘涛
- 6月23日 第17轮 成都兴城 4－0 湖南湘涛
- 6月30日 第18轮 湖南湘涛 0－1 浙江毅腾
- 7月6日 第19轮 浙江义乌商城 3－1 湖南湘涛
- 7月13日 第20轮 湖南湘涛 0－2 江西联盛
- 7月27日 第21轮 拉萨城投 3－0 湖南湘涛
- 8月4日 第22轮 湖南湘涛 0－0 深圳鹏城
- 8月10日 第23轮 武汉三镇 3－0 湖南湘涛
- 8月17日 第24轮 湖南湘涛 2－1 湖北楚风合力
- 8月24日 第25轮 福建天信 3－0 湖南湘涛
- 8月31日 第26轮 湖南湘涛 0－1 苏州东吴
- 9月7日 第27轮 昆山队 3－0 湖南湘涛
- 9月15日 第28轮 湖南湘涛 0－0 云南昆陆
- 9月21日 第29轮 广西宝韵 0－1 湖南湘涛
- 9月28日 第30轮 湖南湘涛 2－1 云南昆陆

### 2019年中国足球乙级联赛保级附加赛
- 10月5日 首回合 湖南湘涛 1－0 内蒙古草上飞
- 10月12日 次回合 内蒙古草上飞 1－0 湖南湘涛

两回合总比分1比1，湖南湘涛点球8－7击败内蒙古草上飞，成功保级。

### 2019年中国足协杯
- 3月9日 第一轮 湖南湘涛 1－0 山西龙晋
- 3月30日 第二轮 湖南湘涛 2－4 云南昆陆